# Accalathura schotteae
Accalathura schotteae är en kräftdjursart som beskrevs av King 2008. Accalathura schotteae ingår i släktet Accalathura och familjen Leptanthuridae. Inga underarter finns listade i Catalogue of Life.